# شاميل جاسانوف
شاميل جاسانوف (بالروسية: Гасанов, Шамиль Асхабович)‏ (30 يوليو 1993 بمحج قلعة في روسيا - ) هو لاعب كرة قدم روسي في مركز الدفاع. لعب مع أنجي محج قلعة وFC Anzhi-2 Makhachkala ‏ وFC Podolye Podolsky district ‏.

## روابط خارجية
- شاميل جاسانوف على موقع قاعدة بيانات كرة القدم.إي يو (الإنجليزية)
- شاميل جاسانوف على موقع Soccerway.com (الإنجليزية)